# Fritz Grawert († 1538)

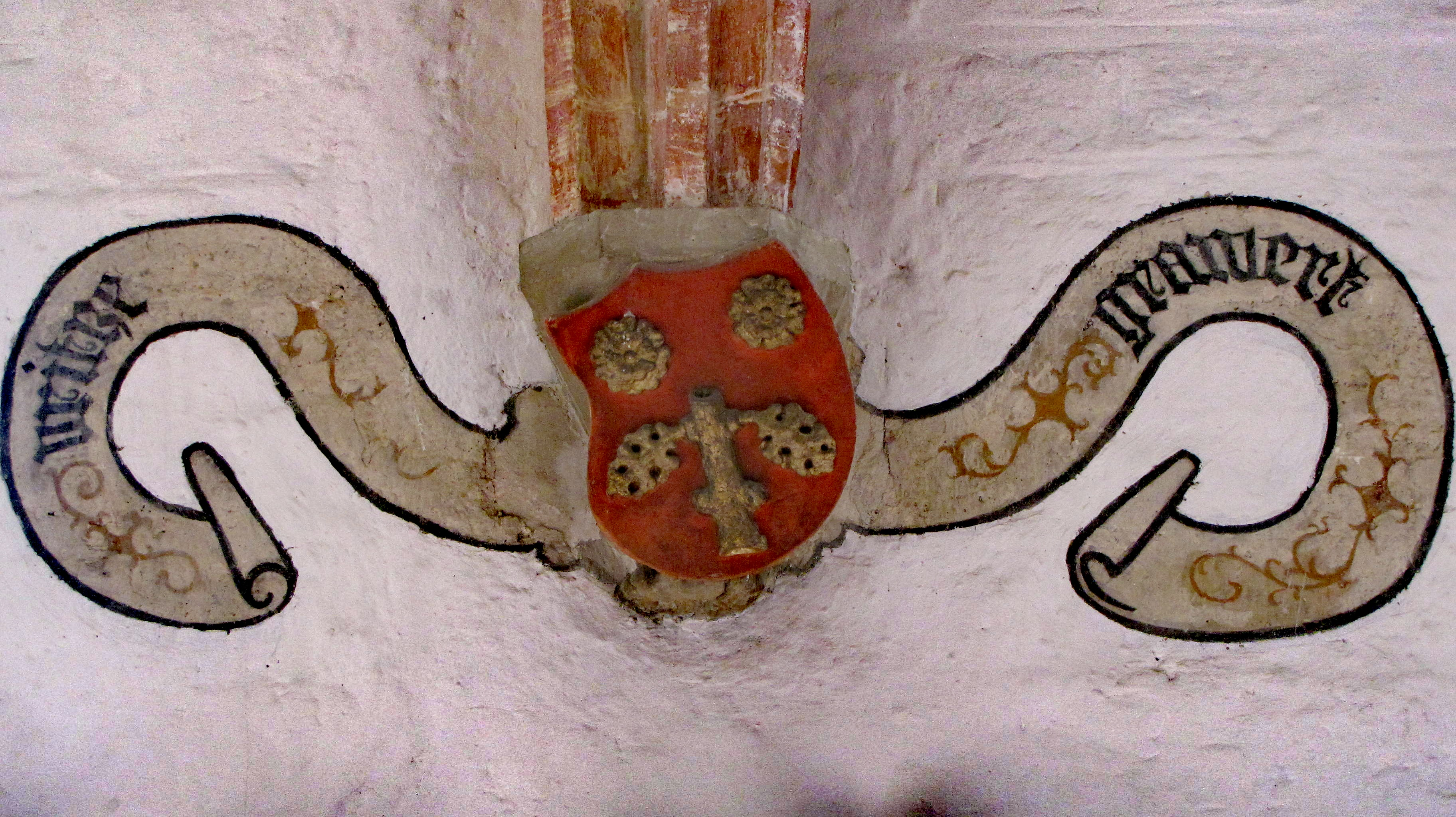
Konsole mit dem Wappen und Namen Grawerts im Remter des St.-Annen-Klosters

Fritz Grawert (* in Lübeck; † 1538 ebenda) war ein Ratsherr der Hansestadt Lübeck und Befehlshaber auf der Lübecker Flotte.

## Leben
Die Patrizierfamilie Grawert gehörte länger als ein Jahrhundert zu den angesehensten und wohlhabendsten Familien der Zirkelgesellschaft. Grawert war der Sohn des Lübecker Fernhandelskaufmanns Fritz Grawert der Jüngere († 1487). Der Ratsherr Fritz Grawert († 1476) war sein Onkel und der Kaufmann und Zirkelherr Fritz Grawert († 1449) sein Großvater.
Er wurde 1509 in den Rat der Stadt erwählt. Er befehligte im Sommer 1511 die Lübecker Flotte gemeinsam mit dem Ratsherrn Hermann Falcke und besiegte die Dänische Flotte sowie am 14. August 1511 vor der Halbinsel Hela die Niederländische Flotte. Der Seekrieg gegen Dänemark wurde durch den Frieden von Malmö (1512) beendet. In der Wullenwever-Zeit trat er 1532 aus dem Rat aus. 1535 wurde er wieder Ratsherr. Grawert war seit 1501 Mitglied der patrizischen Zirkelgesellschaft.
Vritze Grawert gehörte zu den Stiftern des St.-Annen-Klosters, wo sich sein Namenszug neben einer Konsole im heute als Remter bezeichneten Tagesraum erhalten hat. Auch das Kloster Marienwohlde, für das bereits seine Vorfahren reichlich gestiftet hatten und in dem eine Verwandte, Gertrud Grawert, seit 1500 Äbtissin war, erhielt von ihm noch 1529, als sich die Reformation in Lübeck bereits auszubreiten begann, ein Legat.
1534 hielt er die Verwüstung der ursprünglichen St.-Jürgen-Kapelle durch einen Volkshaufen in einem empörten Bericht fest, den Jacob von Melle überliefert hat und der die einzige Quelle für die verlorene Ausstattung der Kapelle ist.
1537 verkaufte er dem Vater des Brun Hemminckhusen, das bis 1527 dem Grapen- und Glockengießer Peter Wulf gehörende Haus, Fischergrube 23.
Er war verheiratet mit einer Tochter des Lübecker Kaufmanns Georg Geverdes und bewohnte das Haus Aegidienstraße 22 in Lübeck.
Grawert verfasste zwei Testamente. Aus dem ersten vom 21. September 1523 geht hervor, dass die zwei Frauenklöster in Lübeck, das St.-Johannis-Kloster und das St. Annen-Kloster, jeweils mit 10 Mark nicht sonderlich bevorzugt wurden, sondern er sich mit 20 Mark der Fürbitten seiner Schwägerinnen im Kloster zum Heiligen Kreuz in Rostock und des ganzen Konvents versichert. Aus einem zweiten Testament vom 27. August 1529 wird Grawert als Mitvorsteher des Annenkonvents erwähnt und es wird dem St. Annen-Kloster erneut 10 Mark zugesichert.
Sein Wappen befand sich auch in der Petrikirche an der Westwand nahe dem Eingang der dortigen Marientiden-Kapelle, zusammen mit dem der verschwägerten Ratsfamilie Geverdes. Es war bei der Inventarisierung Anfang des 20. Jahrhunderts schon nicht mehr vorhanden.